# Santi Simone e Giuda Taddeo a Torre Angela
Santi Simone e Giuda Taddeo a Torre Angela är en kyrkobyggnad och titelkyrka i Rom, helgad åt apostlarna Simon och Judas. Kyrkan är belägen vid Via di Torrenova i zonen Torre Angela och tillhör församlingen Santi Simone e Giuda Taddeo a Torre Angela.

## Historia
Kyrkan uppfördes åren 1986–1990 efter ritningar av arkitekterna Loreto Policella och Mario Pochesi och konsekrerades den 20 december 1992 av kardinalvikarie Camillo Ruini.

## Titelkyrka
Kyrkan stiftades som titelkyrka av påve Franciskus år 2014. År 2018 gav påven titelkyrkan suburbikarisk status.
Kardinalpräster
- Pietro Parolin: 2014–2018, kardinalbiskop 2018–

## Kommunikationer
- Tunnelbanestation – Roms tunnelbana, linje  Torre Angela